# Yarrowita
La yarrowita es un mineral de la clase de los minerales sulfuros, y dentro de esta pertenece al llamado “grupo de la calcosina-digenita”. Fue descubierta en 1978 en Yarrow Creek en el estado de Alberta (Canadá), siendo nombrada así por esta localidad. Un sinónimo es su clave: IMA1978-022.

## Características químicas
Es un sulfuro simple de cobre. El grupo de la calcosina-digenite en el que está son todos sulfuros de cobre que cristalizan de diversas formas. Es muy parecido y está estrechamente relacionado con la spionkopita (Cu39S28), junto a la que se descubrió.
Forma una serie de solución sólida con la calcosina (Cu2S), en la que el empobrecimiento gradual en cobre va dando los distintos minerales de la serie entre ambos extremos.
Además de los elementos de su fórmula, suele llevar como impurezas comunes: hierro y plata.

## Formación y yacimientos
Se forma como un producto de la alteración a la intemperie, como reemplazamiento lamelar de otros sulfuros de cobre en yacimientos de estos.
Suele encontrarse asociado a otros minerales como: anilita, djurleíta, spionkopita o tennantita.